# 最小肺胞内濃度
最小肺胞内濃度（さいしょうはいほうないのうど、英:minimum alveolar concentration、MAC）とは1気圧下において、吸入麻酔薬により動物の半数（50%）を不動化させるのに必要な肺胞内における吸入麻酔薬の濃度。最小肺胞濃度とも呼ばれる。薬物間を比較した場合、MACが小さいものほど麻酔作用が強いことを示す。ED50に相当する。吸入麻酔ではその効果は脳で限界濃度に達した時に発現するが、現実として脳内濃度を常に把握することは困難であるため、肺胞濃度を指標として麻酔維持を行う。外科手術にはMACの1.2~1.5倍の濃度が必要であるとされる。対象動物の95%が不動化する時の肺胞内濃度をAD95と呼ぶ。